# Diego de Merlo
Diego de Merlo (Zamora, siglo xv-Sevilla, 1482) fue un capitán castellano, guarda mayor de los Reyes Católicos. Fue conocido como "el Valiente". En 1454 ocupaba el puesto, que antes poseyó su padre Juan de Merlo "el Bravo", de alcaide de Alcalá la Real junto con la alcaldía mayor de la misma villa. Desde 1478 desempeñó el cargo de asistente mayor de Sevilla, con anterioridad a Sevilla, en 1476 había ejercido el cargo de asistente mayor de Córdoba.

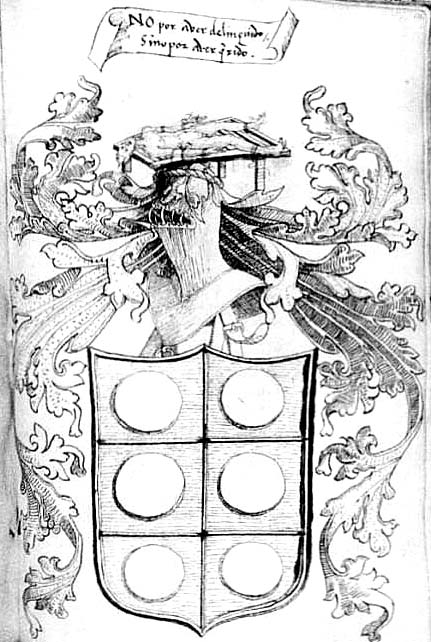
Escudo de Armas de los De Merlo

## Biografía
Como asistente de Córdoba le fue encargado pacificar continuas luchas entre bandos y consolidar la autoridad isabelina tanto en esa ciudad como en sus tierras. El historiador Diego Ortiz de Zúñiga, nos dice que Diego de Merlo era hijo de Guiomar de Ulloa y de Juan de Merlo "el Bravo" (1375-1443), Guarda mayor del rey Juan II y alcaide de Alcalá la Real. Gonzalo Fernández de Oviedo y Valdés, en su libro Batallas y Quincuagenas, afirma que Juan de Merlo nació en Castilla y era hijo a su vez de Martín Alfonso de Merlo, señor de Valdenebro, Maestresala de la reina Beatriz de Portugal, consorte del rey Juan I de Castilla. El texto del testamento de Diego de Merlo autoriza a suponer que la familia Merlo provenía de las tierras zamoranas y concretamente de la ciudad de Toro —aún vivía una hermana de Diego allí— y que éste había estado o estaba aún relacionado de alguna forma con la villa de Montánchez. Se casó con doña Constanza Carrillo de Toledo y tuvo tres hijos, Juan de Merlo, Fray Martín de Merlo y Juan Carrillo.
El historiador Rafael Hurtado Gómez-Cornejo defiende, sin embargo, un posible origen de la familia en tierras manchegas, concretamente en la ciudad de Valdepeñas —en la actual provincia de Ciudad Real—, donde residiría la madre de Don Diego, acreedora del calificativo de la "Buena Viuda de Merlo" que le dispensó la reina, quien en cierta ocasión le concedió un donativo de 10 000 ducados para reformar la Iglesia de la Asunción de dicha ciudad.
Contradiciendo lo afirmado por Rafael Hurtado Gómez-Cornejo, hay que puntualizar que Diego de Merlo no era de Valdepeñas y tampoco era hermano de Alonso de Merlo. Alonso de Merlo sí era de Valdepeñas. Fue contemporáneo de Diego y participó también en las mismas campañas que Diego. No sabemos cuándo murió, pero fue nombrado Teniente General en 1485 (tres años después de la muerte de Diego). No se sabe exactamente donde nació Diego de Merlo, pero parece que fue por las tierras zamoranas de Toro, a las que alude en su testamento. Allí tenía una hermana y allí estaba enterrada la madre de su mujer. Es decir, que de Valdepeñero no tenía nada. No nos consta su fecha de nacimiento, pero desde luego nunca puede ser posterior a la de 1410.
Por otro lado, en referencia a la "Buena Viuda de Merlo", al cuidado de la cual, los Reyes Católicos dejaron a las infantas, hay que señalar que no queremos decir que los hechos no sean ciertos, pues efectivamente Sus Majestades pasaron por allí y probablemente se alojaron en la casa de una señora llamada la Buena Viuda de Merlo y posiblemente dejaron allí a las Infantas menores (recordemos que las Infantas nacieron en 1479, 1482 y 1485). Pero lo que no es posible de ninguna manera es que la Viuda, fuera la madre de D. Diego de Merlo, ya que éste murió en 1482 a una edad ciertamente avanzada, por lo que evidentemente su madre también estaba muerta en 1487, fecha en la que supuestamente los Reyes Católicos pasaron por Valdepeñas. Pudiera ser, más bien que la "Buena Viuda de Merlo", sea familiar de D. Alonso de Merlo de la Fuente, de quien cuenta la tradición que los Reyes Católicos se hospedaron en su casa de la calle Torrecilla en Valdepeñas, al volver de la Guerra de Granada, y que dejó a su madre al cuidado de las infantas.
Diego de Merlo, comenzada la Guerra de Granada, acudió con su hijo Juan al cerco y toma de Alhama. Vuelto de la batalla, cayó enfermo y murió en Sevilla entre el 2 de agosto y el 5 de septiembre de 1482. Al iniciarse la guerra de Granada con la sorpresiva toma de Zahara por parte de los musulmanes granadinos —finales de 1481—, Diego de Merlo, por mandato expreso de los Reyes Católicos, coordinó las fuerzas de los nobles hasta entonces rivales —el marqués de Cádiz y el duque de Medina Sidonia—, y reunió un gran ejército que tomó Alhama por asalto el 28 de febrero de 1482, defendiéndola luego contra el rey de Granada, Muley Hacén, que trataba de recuperarla. En estos hechos de armas se señaló por sus dotes y heroísmo. Durante los hechos de Alhama, Diego de Merlo mandaba directamente las milicias concejiles sevillanas. Fue un típico "corregidor de capa y espada".

... había enviado algunos adalides a tierra de moros á espiar la tierra, é volvieron con dezir que la cibdad de Alhama se podía escalar porque estaba mal guardada. Sabido esto, Diego de Merlo lo comunicó con Don Rodrigo Ponce de León, marqués de Cádiz que estaba fuera de Sevilla, é con Don Peranrríquez, adelantado mayor del Andaluzia é Don Pero dé Estuñiga é Juan de Robres, alcaide de Xerez, é Sancho de Avila, alcaide de Carmona, é los alcaides de Antequera, Archidona é Morón, é Don Martin de Cordova, hijo del conde de Cabra.
Diego de Merlo

Al volver de la misión encomendada por Diego de Merlo, el primero en informar de que la villa de Alhama estaba poco defendida fue Ortega de Prado.
Rodrigo Ponce de León, deseando ilustrar su historia con una nueva hazaña, se unió a la empresa de atacar la villa de Alhama. Unióse para la empresa con Diego de Merlo, Asistente de Sevilla; con Pedro Enríquez, Adelantado mayor de Andalucía; con Pedro de Zúñiga, conde de Miranda del Castañar; con Juan de Robles, alcaide de Jerez, y con Sancho de Ávila, alcaide de Carmona. Se reunieron hasta cuatro mil infantes y tres mil de a caballo; se dirigieron de noche y con el mayor silencio contra el enemigo, llegando a los muros de Alhama, y se ordenó el asalto del castillo.
El 27 de febrero de 1482, el primero en asaltar Alhama fue el valiente Ortega de Prado. El bando cristiano se apoderó de Alhama pasando a degüello a cuantos moros lo defendían, se puso luego en alarma la villa al son de cornetas y otros instrumentos de guerra, y entró todo el ejército por una puerta que le abrieron los que acababan de ocupar la fortaleza, y, a pesar de la desesperada defensa del vecindario, de lo obstruidas que estaban las calles, de lo defendidos que estaban los hogares con numerosas saeteras, y de lo resueltos que se mostraban los infieles a morir entre las ruinas de sus casas antes que ceder al enemigo, se pasó a través de cadáveres y sangre hasta los últimos confines de la villa, dejándola al fin vencida y confundida. Nada era ya inexpugnable y este hecho de armas lo puso tan de manifiesto, que logró aterrar a todo el reino y hasta al mismo Muley Hacén, que al pronto no supo sino dictar órdenes vagas y de tristes resultados. En la toma de Alhama murió Sancho de Ávila, alcaide de Carmona.

Empeñóse, sin embargo, Muley Hacén en el recobro de Alhama. Destacó, la misma noche de haber recibido la noticia, mil de sus más valientes caballeros. Al verlos entrar al siguiente día llenos de abatimiento y tristeza, llamó á las armas á todas las ciudades de su monarquía, reunió hasta cinco mil infantes y tres mil caballos, y salió al frente del ejército con ánimo de no volver hasta que recobrase la villa y vengase en los cristianos las sombras de las víctimas. No bien hubo llegado ante Alhama cuando vio devorados por los perros los cadáveres de sus esforzados defensores: encendióse más y más en ira, y sin enterarse de los recursos con que contaban los cristianos ni tomar en cuenta los peligros á que se exponía, lanzó sus soldados á la muralla presentándoles en perspectiva el saqueo, el placer de ver pasados por la espalda á todos los castellanos. Podía convencerse á poco de cuán inútiles eran sus esfuerzos, porque caían sin cesar sus tropas precipitadas de lo alto de sus escalas bajo una lluvia de piedras, flechas y agua hirviendo; pero estaba ciego y enviaba unos tras otros los destacamentos, incitando más y más á la pelea á los que iban quedando de reserva. Pretendió infructuosamente minar y volar los muros; persuadido de la imposibilidad de alcanzarlo, quiso cortar las aguas y por este medio obligar á los cercados á morir de sed ya que no quisiesen sucumbir á la fuerza de las armas. Tropezó con nuevos obstáculos y se vio empeñado en otras luchas; pero no cejó, ni retrocedió un solo paso, y acabó al fin por lograr su intento aunque á costa de mucha sangre. Más ni aun así alcanzó la entrega de la villa. La voz de socorro que dio desde Alhama D. Rodrigo Ponce de León resonó en toda Andalucía y aun en el centro de Castilla: la oyeron D. Alonso de Aguilar, los hermanos Girones, el conde de Cabra, Diego Fernández de Córdova, alcaide de los Donceles, Martín Alonso, Garci Mannque, el conde de Buendía, el mismo duque de Medina Sidonia, de quien le separaban hacía ya mucho tiempo las más crudas rivalidades, el mismo rey Fernando, que vino precipitadamente desde Medina del Campo dejando exclusivamente a la reina los negocios del gobierno. Reuniéronse en menos de ocho días alrededor de la villa cuarenta mil peones y cinco mil caballos; y tuvo al cabo el infeliz Muley que levantar el sitio sin poder atribuir más que al rigor de su destino los dolorosos resultados de su tenacidad, del valor de su ejército, del heroísmo con que sus soldados se arrojaron unos tras otros en brazos de la muerte.
Entró Muley en Granada entre las maldiciones de sus mismos súbditos; mas no por esto desistió de su empeño ni desesperó de rescatar la villa que acababa de ser testigo de su mayor derrota. No le hizo desistir de su empeño ni lo infructuoso de su anterior campaña, ni el consejo de sus wacires, ni los avisos de la naturaleza, que un día antes de su salida cubrió toda la ciudad de sombrías nubes, hizo saltar de sus lechos el Genil y el Darro, arrastró gran número de vecinos por los torrentes y levantó tristes presentimientos en el corazón de cuantos pensaban en los futuros destinos de su patria. Salió ahora con trenes de artillería; y el 20 de abril de 1482, apenas llegó ante los muros de Alhama cuando empezó á batirlos con acierto y obligó á los cristianos á que se recogieran dentro de sus baluartes. Impaciente por llevar á cabo su empresa, no quiso esperar ni la luz del día siguiente para ordenar el asalto: llamó á su tienda á los más esforzados de su ejército, les habló con la energía que inspiran las pasiones, les pintó fácil la toma de la villa si con valor y prudencia sabía escalaría por la parte más escarpada y peligrosa, y los animó á realizar inmediatamente su proyecto aprovechándose de las tinieblas de la noche. El punto por donde quería que entrasen en la villa estaba defendido por tan profundo precipicio, que los sitiados no habían creído nunca necesario protegerlo con máquinas de guerra; pero aunque lograron de pronto sorprenderlo y hacerlo suyo, no alcanzaron más que ir a poner en alarma a los cristianos, siendo los más víctimas de su entusiasmo y de su arrojo. No pudieron entrar en la plaza sino sesenta; y aislados estos y abandonados a sus propias fuerzas, tuvieron que sucumbir ante el número de sus enemigos después de haber derramado raudales de su propia sangre. Entre éstos y los que fueron á morir en el hondo del abismo despeñados de las escalas que habían aplicado al muro, vio perdida Muley no sólo la flor de sus guerreros, sino también su esperanza, reconoció sobre sí la mano de la fatalidad, maldijo con la mayor amargura su destino, y no vio otro medio de salvación que levantar el sitio y arrostrar de nuevo en Granada la cólera del pueblo. Forjó todavía otros proyectos: pensó proclamar la guerra santa y dirigir contra Alhama todas las fuerzas de su reino; mas tuvo que convencerse pronto de que estaba perdida y perdida para siempre.
Los Reyes Católicos, por cierto aviso que recibieron de Diego de Merlo, convocaron á consejo á los capitanes de Andalucía más prácticos en los negocios de la guerra, y les pidieron parecer sobre si convenía o no la conservación de Alhama. Oyeron la opinión de todos, y aunque vieron a muchos decididos á que se la desmantelara y abandonara por no ser posible guardarla sin grandes gastos é inmensos sacrificios contra las continuas invasiones que la amenazaban, hallábanse ya tan resueltos á no retroceder hasta que dominasen todo el reino de Granada, que lejos de arruinarla llevaron a ella hasta diez mil peones y ocho mil caballos y la tomaron como punto de partida é hincapié de su larga y peligrosa empresa. No era ya fácil volver á combatirla: mucho menos ganarla.
Francisco Pi y Margall

La Crónica de los Reyes Católicos recoge ampliamente el comportamiento de Diego de Merlo en Alhama. Algunos pasajes son significativos: «Aquel caballero Diego de Merlo no quiso salir de la cibdad, porque había principiado la toma della, e propuso de la no dexar, salvo de la sostener, fasta entregarla al Rey, o a su cierto mandado». Llegado el socorro, relevaron a Diego de Merlo «e a los otros capitanes e gente que en guarda della habían quedado; e regradescióles los trabajos que había habido en la defender». Era el día 14 de mayo de 1482. Diego de Merlo aconsejó a los Reyes Católicos que, para continuar la guerra, se talase la Vega de Granada y se sitiase la ciudad de Loja, idea que se puso en práctica.
Carta dirigida por los conquistadores de Alhama a varias ciudades y caballeros solicitando corriesen en su auxilio:
«Señores: sabed que á servicio de Nuestro Señor el cerco á que venimos de esta ciudad de Alhama se hizo muy bien como cumplía á servicio de Dios y de los Reyes nuestros Señores, y á nuestra honra, que el Jueves al alva se escaló la fortaleza é nos apoderamos en ella é luego comenzaron algunos á salir por la villa é como no salieran con concierto no se pudo apoderar luego por la mañana fasta que se ordenó la gente, é por la fortaleza salió gran parte della á la villa é por un portillo, que se fizo en el muro de la otra parte de dicha fortaleza entró así mesmo gente é como quier que los moros pelearon bien en las torres é barreras que habían fecho por las calles se apoderó de la dicha cibdad é murieron asaz moros é algunos caballeros cristianos é otra gente que ovo feridos. E vase dado orden é recaudo cual conviene para la guarda de la ciudad. E por que convendrá fazer otras cosas conviene mucho señores, vuestra venida sea luego con toda la gente é fardaje que traigais y asi mesmo el fardaje que allá quedó con las gentes de á pie é de á caballo que también quedaron. E vuestra venida sea al puerto de Zafarralla porque allí nos juntemos: é tomado el puerto por vosotros avisadnos con vuestros peones por dos partes cuando sereis en el puerto el dia y á la hora porque á aquella misma nosotros seremos  allí é Nuestro Señor guarde vuestras muy virtuosas personas y es todos. De la ciudad de Alhama á tres de Marzo de ochenta y dos años.—El Marques de Cádiz.—El Adelantado.—El Conde de Miranda.—D. Juan de Guzman.— Don Martin Fernandez.—D. Diego de Merlo. A la vuelta dice el sobreescrito: «A los Señores Conde de Cabra, D. Alonso, Señor de la casa de Aguilar; é García Fernandez Manrrique Corregidor de Córdoba; Martin Alonso de Montmayor é el Alcaide de los Donceles é á otras ciudades é señores é caballeros.» En este mismo reverso están de mano de D. Alonso, Señor de la casa de Aguilar, unos renglones que escribió estando armado y a caballo, que dicen: «Señor: hoy lunes á mediodia en el arroyo de Ciervo á la pasada de Loja me llegó con unos peones de Antequera esta carta por la cual vereis señor, que no con menos diligencia debis andar.—D. Alonso. — Y si por ocupacion alguna no podéis llegar oy aqui con dos ó tres de á caballo mandadme avisar porque se pasa el tiempo é gasta la vianda.»
El original de esta carta obraba en poder del historiador Bernardo Aldrete, que la copia en sus "Antigüedades de España".
Anteriormente se le relacionó con un episodio de la historia sevillana convertido en leyenda romántica, la de Susana Ben Susón la Susona o la fermosa hembra, hija del banquero judeoconverso Diego Susón —o Diego de Susan—. A finales de 1480, al enterarse de que su padre y otros banqueros, mercaderes y funcionarios judíos y conversos de Sevilla, Carmona y Utrera, estaban tramando una conspiración —reacción contra la presión a la que estaba siendo sometida la comunidad conversa por la recientemente creada Inqusición— que incluiría la muerte de su amante cristiano, la Susona optó por contárselo a éste. El cristiano lo denunció al asistente de Sevilla Diego de Merlo, y se organizó una redada contra la casa de Diego Susón en el barrio de Santa Cruz, en la que fueron apresados unos veinte conspiradores, entre los que estaban Pedro Fernández de Venedera —o Pedro Fernández Benedeva o Benadova, padre del canónigo y mayordomo de la Catedral, que había reunido armas para cien hombres—, Juan Fernández de Albolasya el Perfumado —letrado y alcalde de justicia o Abolafia el perfumado, arrendador de las aduanas—, Manuel Saulí, Bartolomé Torralba, los hermanos Adalde —o los Adalfes de Triana, que aún vivían en el Castillo—, Cristóbal López Monvadura, Alemán "poca sangre", el de los muchos fijos Alemanes, etc. Todos fueron ejecutados a partir de febrero de 1481, contando la leyenda que en Tablada, donde sus cadáveres permanecieron un año colgados —cosa imposible si fueron quemados, como es más verosímil—. En las averiguaciones posteriores se apresó a un gran número de implicados, que terminaron en la hoguera —Fernando del Pulgar afirma que unos dos mil—.
La Susona, que no superó el remordimiento de haber causado la muerte de su padre, mandó que tras su muerte se clavase su propia cabeza en la puerta de la que fue su casa. Desde entonces se llama a ese lugar la Calle de la Muerte.